# Limpio
Limpio ist eine Stadt und ein Distrikt in Paraguay im Norden des Departamentos Central mit 141.000 Einwohnern.
Die Stadt wurde 1785 vom Franziskaner Luis de Bolaños unter dem Namen San José de los Campos Limpios de Tapúa gegründet. Sie war einer der ersten Orte des Mestizentums zwischen Spaniern und den Guaraní.
Sie ist bekannt für die Herstellung von Hüten und Taschen aus Palmenblättern der Trithrinax brasiliensis, umgangssprachlich Caranday genannt.

## Beschreibung
Die Stadt wird als einer der ersten bewohnten Orte des Landes angesehen.
Sie hat eine Ausdehnung von etwa  117 km² und ist in 9 Compañías und 20 Barrios, Urbanizaciones und Dörfer aufgeteilt. Einige Bereiche wirken noch vollkommen ländlich, andere weisen eine zunehmende urbane Dynamik auf.
Die Stadt wird durch zwei große Flüsse begrenzt: den Río Paraguay im Westen und den Río Salado im Osten.
Sie befindet sich in einer Entfernung von 23 km nördlich der Landeshauptstadt Asunción.
Die Stadt besitzt einen  Hafen am Río Paraguay namens Piquete Cué. Der Distrikt Limpio ist wegen der Infrastruktur, die er bietet, ein Zentrum der Zuwanderung aus der Hauptstadtregion.

## Galerie

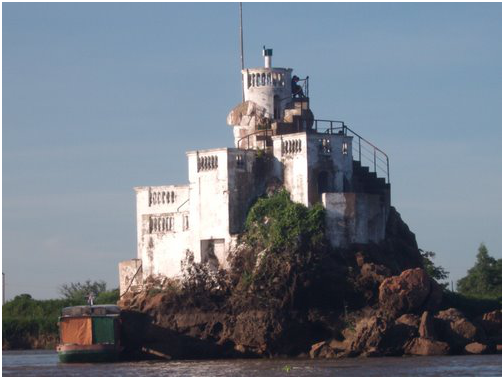
Felsinsel Limpio im Río Paraguay
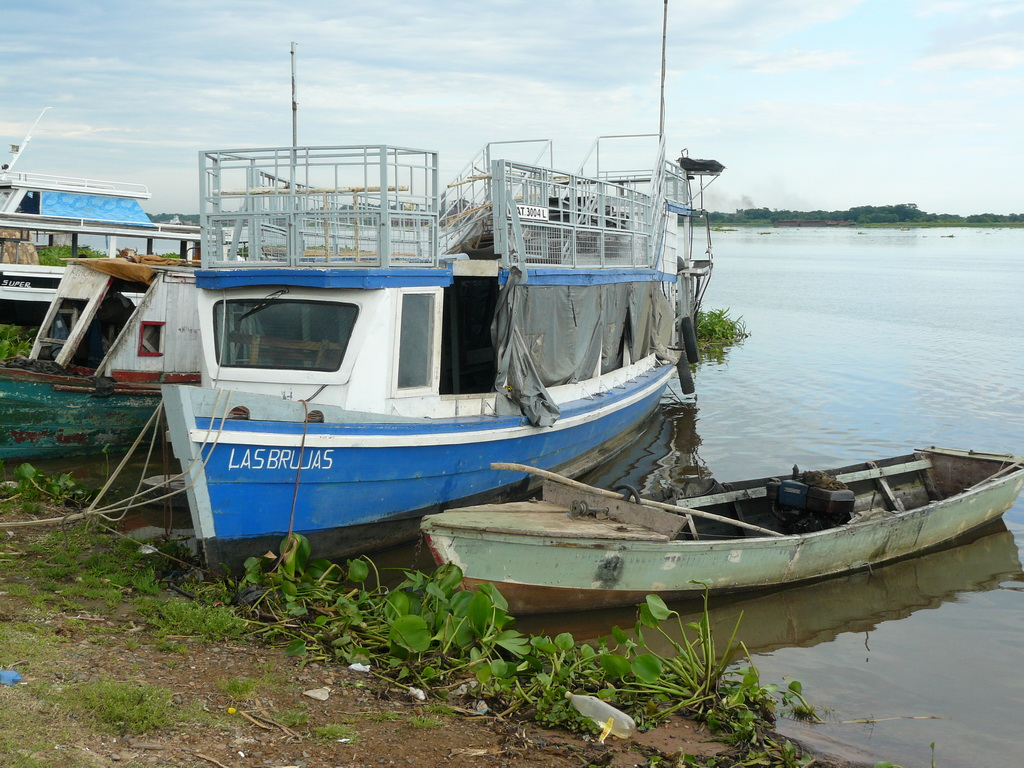
Piquete Cué
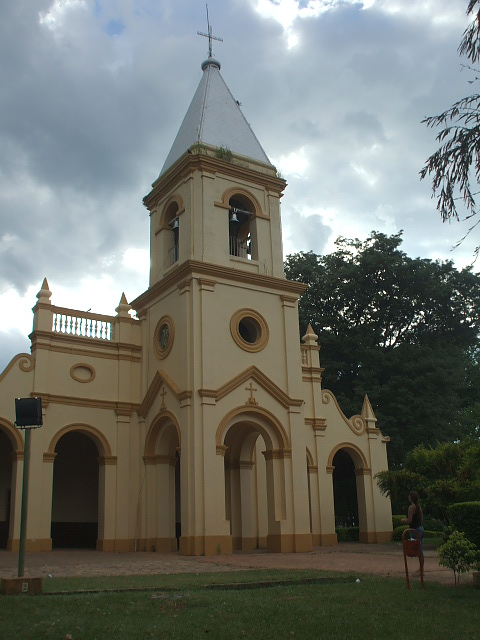
Kirche in Limpio
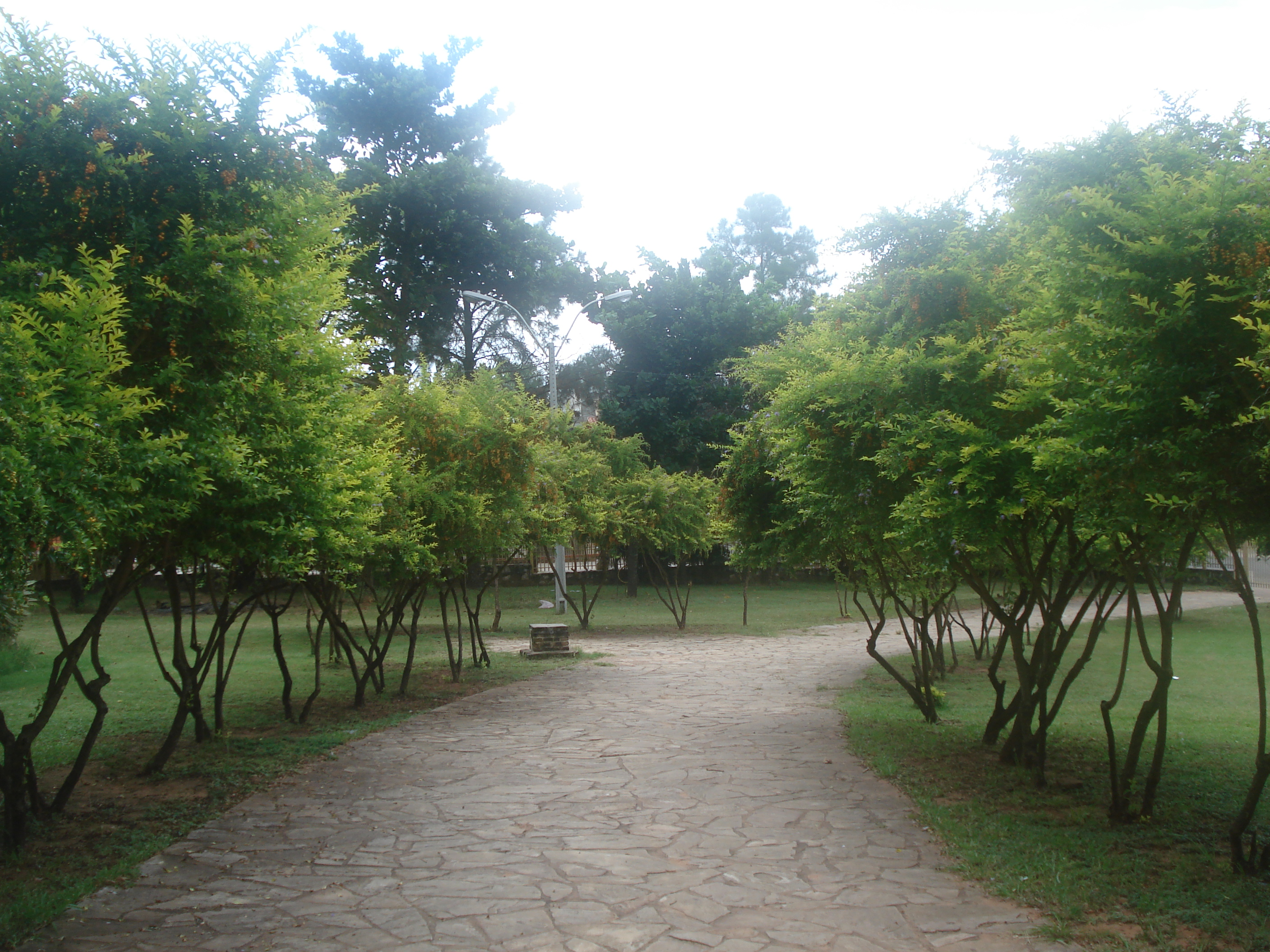
Kirchplatz
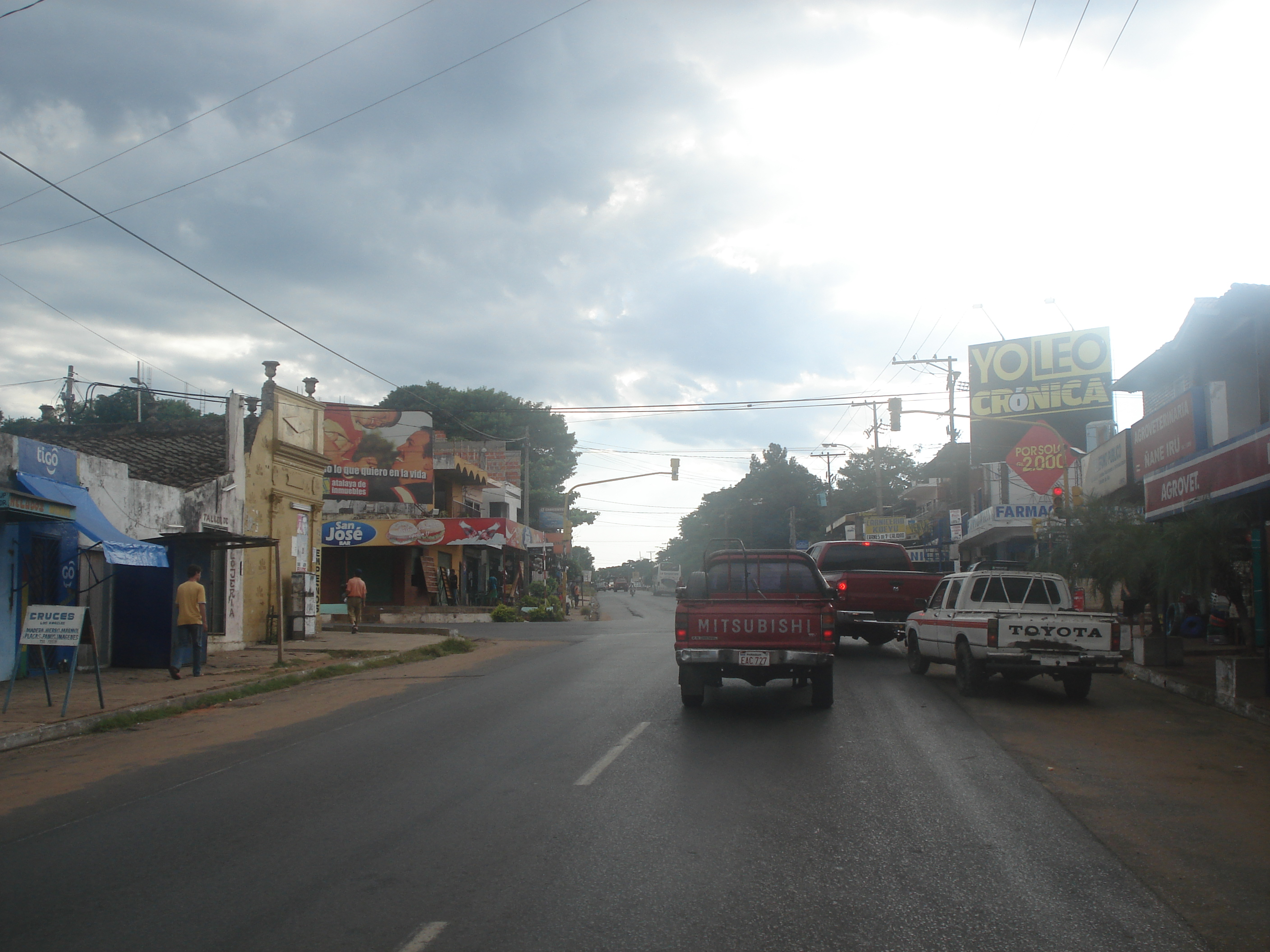
Straße in Limpio

## Persönlichkeiten
- Jesús Medina (* 1997), Fußballspieler